# Roman Korolec
Roman Korolec (ur. 29 października 1928, zm. 2 marca 1976) – polski prawnik i naukowiec, specjalista prawa pracy, kierownik Katedry Prawa Pracy na Uniwersytecie Gdańskim.
Syn Jana i Wandy Heleny z Pruszyńskich. W 1942 wstąpił do Szarych Szeregów. Po wojnie studiował na Uniwersytecie Warszawskim prawo (od 1947) i socjologię (od 1948). Uczęszczał na wykłady m.in. Stanisława Ossowskiego, Marii Ossowskiej i Władysława Tatarkiewicza. Pracował w Głównej Komisji Badania Zbrodni Hitlerowskich w Polsce.
Pierwszy promotor pracy doktorskiej pt. Zakres swobody stron w zakresie kształtowania treści stosunku pracy autorstwa Lecha Kaczyńskiego, późniejszego Prezydenta RP. Po jego śmierci w marcu 1976 kierownictwo Katedry Prawa Pracy UG objął prof. Czesław Jackowiak przybyły z Uniwersytetu Mikołaja Kopernika w Toruniu.